# Kiesza (album)
Kiesza è il primo album discografico della cantante canadese Kiesza, pubblicato indipendentemente dalla stessa Kiesza nel 2008. Come primo album non ebbe il successo sperato e la cantante iniziò subito a scrivere nuove canzoni. Proprio per questo motivo, 4500 copie furono regalate ai militari canadesi andati in missione in Afghanistan. Oggi, il compact disc è una piccola rarità.

## Argomento
Secondo Kiesza, il suo omonimo album di debutto, di cui molti suoi fan ignorano l'esistenza, tratta argomenti che parlano di lei e della sua vita. Tutte le tracce audio si incastrano, raccontando un po' di storia.

## Tracce
1. Stuck To You – 3:02
2. Bent On You – 2:49
3. Who's To Blame – 4:20
4. Simple Truth – 3:02
5. Broken – 3:50
6. Square Room – 4:59
7. Monks Of Despair – 4:54
8. Stand Up – 3:02
9. Baby I'm Your Music – 4:22